# Nieuw Nederland (politieke partij)
Nieuw Nederland is een Nederlandse politieke partij die meedeed met de Tweede Kamerverkiezingen 2010. Bij deze verkiezingen kreeg de partij 2010 stemmen, 97% te weinig om een zetel te halen. De partij werd in 2009 opgericht door Jan-Frank Koers en Iwanjka Geerdink. De partij is, volgens eigen zeggen, voor "vernieuwing van Nederland". Bij de Tweede Kamerverkiezingen van 2012 werkte ze samen met de Partij van de Toekomst.

## Achtergrond
Nieuw Nederland is een groep mensen die op weg zijn gegaan naar een beter Nederland, met meer saamhorigheid, overvloed en respect voor elkaar. Nieuw Nederland heeft een plan met ca. 30 maatregelen op het terreinen als de economie, gezondheidszorg, onderwijs, energie, infrastructuur en bestuur. Volgens dit plan wordt er nu niet bezuinigd, maar stimuleert men de economie juist om de werkgelegenheid te bevorderen. De partij wil binnen 4 jaar een basisinkomen invoeren en de gezondheidszorg omvormen door van ziekenhuizen zorghotels te maken en de budgetten te verleggen van de ziekenhuizen naar de burgers. Verder is men voor de vernieuwing en verjonging van de samenleving.

## Partijorganisatie
De organisatie bestaat uit een kernbestuur, algemeen bestuur, themagroepen en een adviesraad. Het kernbestuur bestaat uit zes leden, van wie twee leden aangewezen worden vanuit de aangesloten partners. Met partners bedoelt de partij onder andere groepen, organisaties en stichtingen waarmee zij zich verbonden voelt, zoals de Stichting Positieve Nood, ONS Nederland (lokale partij) en Nieuw Bewust Nederland. Het algemeen bestuur bestaat uit maximaal 49 leden en toetst het kernbestuur. De themagroepen adviseren het algemeen bestuur over diverse thema's, zoals nieuwe energie, de rol van de overheid en de economie. In de adviesraad hebben personen zitting die de partij adviseren over onderwerpen binnen hun vakgebied. Deze personen hoeven niet per se lid van de partij te zijn.

### Kieslijst 2010
- zie:Kandidatenlijst: Nieuw Nederland